# Paweł Kaczmarczyk

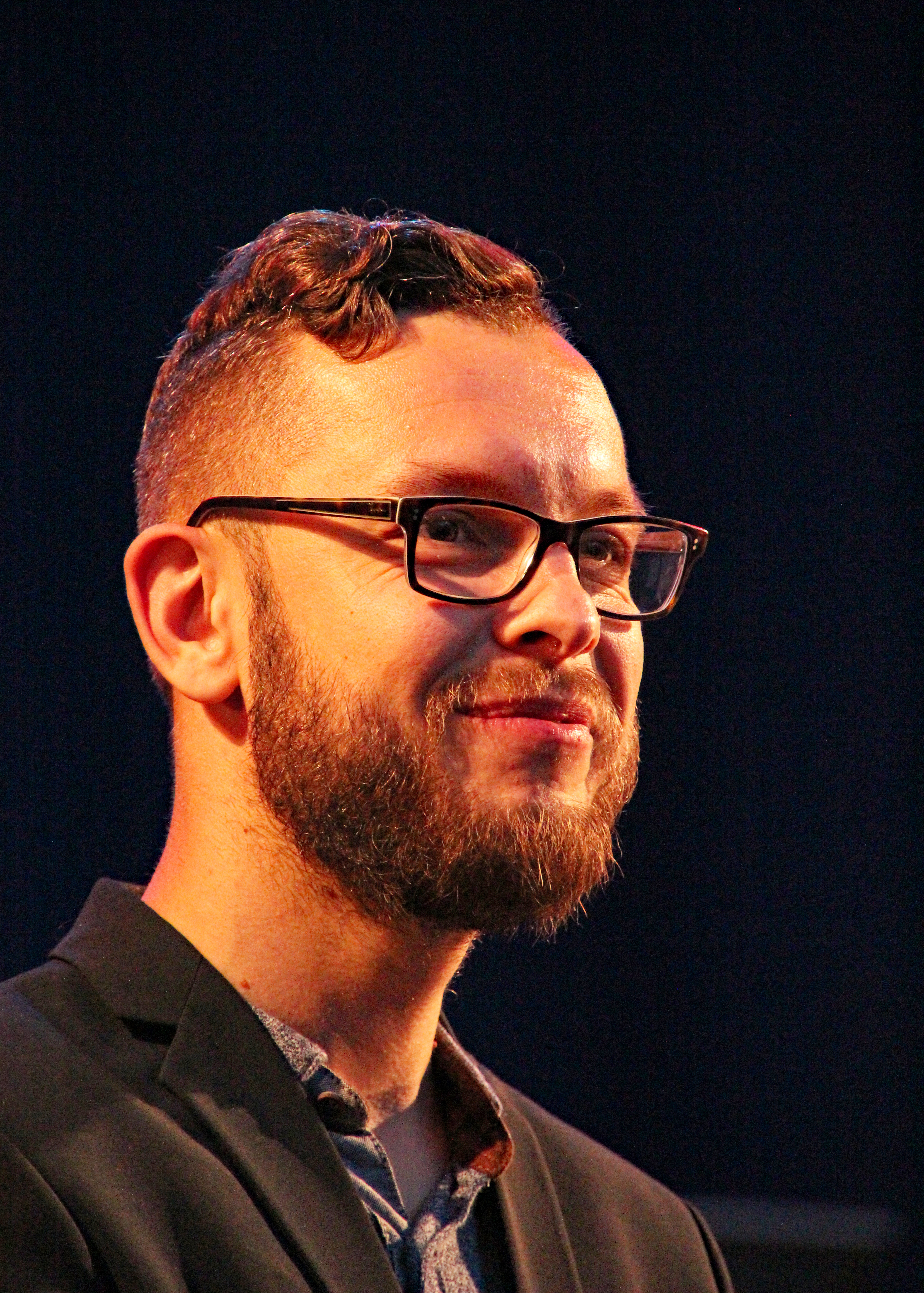
Paweł Kaczmarczyk (Jazz im Palmengarten, 2016)

Paweł Kaczmarczyk (* 8. Februar 1984 in Krakau) ist ein polnischer Jazzmusiker (Piano, Komposition).

## Leben und Wirken
Kaczmarczyk nahm bereits als Schüler mit seiner Band an Jazz-Festivals teil und gewann erste Auszeichnungen und Preise. Im Jahr 2000 begann er eine informelle Ausbildung unter Janusz Muniak. Dann studierte er bis 2006 Jazz an der Karol-Szymanowki-Musikakademie in Katowice.
Während des Studiums gründete Kaczmarczyk 2001 mit Michał Barański am Bass und Paweł Dobrowolski am Schlagzeug das Trio K/B/D, das 2005 ein Live-Album vorlegte. 2007 erschien in unterschiedlicher Erweiterung zum Quartett Audiofeeling. Mit seinem Debütalbum unter eigenem Namen Complexity in Simplicity, das 2009 beim Label ACT veröffentlicht wurde, eroberte er die europäischen Jazzbühnen; er gastierte bei den Leverkusener Jazztagen ebenso wie bei Palatia jazz  und weiteren internationalen Jazzfestivals. Er arbeitete mit Lee Konitz, Jon Christensen, Mino Cinelu, Emil Mangelsdorff, Poogie Bell, Hadrien Feraud, Eivind Aarset, Arild Andersen, Theodosii Spassov, Janusz Muniak, Piotr Wojtasik, Adam Pierończyk und Zbigniew Namysłowski. Mit seinem „Audiofeeling Trio“ legte er 2015 das Album Something Personal vor, dem 2016 Vars & Kaper: DeconstructION folgte. Kaczmarczyk ist außerdem auf Alben von Rafał Sarnecki, New Bone, Grzech Piotrowski, Leszek HeFi Wiśniowski (mit Krzesimir Dębski) und Kari Sál zu hören.

## Preise und Auszeichnungen
Kaczmarczyks wurde mit dem KBD Trio bereits ein Jahr nach dessen Gründung auf Wettbewerben wie Jazz-Juniors ausgezeichnet. Sein Live-Album mit dem KBD Trio wurde von TVP2 als „Album des Jahres 2005“ gewertet. Danach gewann er weitere Preise wie die Doppelauszeichnung im Jahr 2010 als „Künstler des Jahres“ und mit dem „Album des Jahres“ auch den renommierten „Grand Prix Jazz Melomani“ der polnischen „Jazz Society“. Den Titel „Künstler des Jahres“ erhielt er in Wiederholung auch für 2016 und im Folgejahr den Titel „Album des Jahres“ für das Album Vars & Kaper: DeconstructION. Die Leser des polnischen Fachmagazins Jazz Forum haben ihn wiederholt als die „neue Hoffnung des polnischen Jazz“ gewählt.